# Vulvite di Zoon
La vulvite di Zoon o vulvite plasmacellulare è una rara dermatosi infiammatoria cronica e benigna che colpisce la vulva.

## Epidemiologia
A differenza della controparte maschile, la balanite plasmacellulare di Zoon, la vulvite di Zoon è rara e molti casi identificati come tali sono in realtà lichen planus vulvari. Colpisce prevalentemente donne tra i 25 e 70 anni e raramente compare prima della pubertà.

## Istopatologia
Si riscontrano assottigliamento dell'epidermide, assenza dello strato corneo e dello strato granuloso, cheratinociti a losanga con spazi intercellulari dilatati. Nel derma si riscontra un denso infiltrato prevalentemente plasmacellulare, vasi sanguigni dilatati e deposizione di emosiderina.

## Clinica
Si presenta con chiazze eritematose, talvolta purpuriche, dall'aspetto lucido localizzate alle piccole labbra o al vestibolo vaginale. Solo raramente è coinvolto il clitoride. Il quadro può essere asintomatico ma più spesso il paziente lamenta prurito, bruciore, dolore e dispareunia. La patologia è cronica ma benigna.

## Diagnosi
All'esame obiettivo la diagnosi differenziale con il lichen planus e l'adenosi vulvare è spesso difficile, risulta quindi importante effettuare una biopsia.

## Terapia
La terapia prevede l'utilizzo di corticosteroidi topici ad elevata attività ed emollienti.